# Empidideicus turkestanicus
Empidideicus turkestanicus är en tvåvingeart som beskrevs av Paramonov 1947. Empidideicus turkestanicus ingår i släktet Empidideicus och familjen svävflugor. Inga underarter finns listade i Catalogue of Life.